# Mount Hood
Mount Hood, kallad Wy'east av Multnomahindianerna, är en 3 428,8 meter hög stratovulkan i norra Oregon, USA. Vulkanen är belägen 80 kilometer öst-sydöst om staden Portland, på gränsen mellan Clackamas County och Hood River County.
Bergets snötäckta bergstopp har totalt tolv glaciärer. Det är det högsta berget i Oregon, och fjärde högsta i Kaskadbergen. Det är en vilande vulkan, vilket innebär att det finns risk för utbrott. På berget finns sex skidområden: Timberline, Mount Hood Meadows, Ski Bowl, Cooper Spur, Snow Bunny och Summit. I Timberline finns den enda året runt-öppna skidliften i Nordamerika.